# Secondo me
Secondo me è il secondo album in studio del cantautore italiano Mirkoeilcane, pubblicato il 9 febbraio 2018.
Con il brano Stiamo tutti bene l'artista ha partecipato al Festival di Sanremo 2018 nella categoria "Nuove proposte", classificandosi al secondo posto e aggiudicandosi, nella sua categoria, il Premio della Critica "Mia Martini".

## Tracce
1. Epurestestate – 4:15
2. Se ne riparla a settembre – 4:16
3. Beatrice – 4:23
4. Stiamo tutti bene – 4:40
5. Per fortuna – 4:29
6. So' cantautore – 5:22
7. Domani Valentina – 4:31
8. Da qui – 5:12
9. Gusti – 5:12
10. Ventuno righe – 4:43
11. Sulle spalle di Maria – 4:45

## Classifiche
| Classifica (2018) | Posizione massima |
| ----------------- | ----------------- |
| Italia            | 79                |